# Ajim
Ajim er en by beliggende på den sydvestlige del af øen Djerba i Tunesien.
Her optog George Lucas dele af Star Wars.
Andre dele af Star Wars blev optaget i Matmata der er en huleby, ligeledes i Tunesien.
En af de andre byer på øen er El Kantara.